# Sarah Kane
Sarah Kane (3. února 1971 Essex – 20. února 1999 Londýn) byla anglická dramatička, původním povoláním divadelní režisérka a herečka, jedna z představitelů moderní britské dramatiky.
Už v době svého studia na střední škole projevovala velký zájem o divadlo. Jako studentka hrála a režírovala školní představení A. P. Čechova a Williama Shakespeara. Nejednou chodívala i za školu, aby se mohla účastnit zkoušek jako asistentka režie v divadle Soho Polytechnic. Po ukončení střední školy se rozhodla pro studium dramatu a herectví na univerzitě v Bristolu. Byla talentovanou herečkou a režisérkou, i když postupně ztrácela nadšení pro své budoucí povolání a rozhodla se, že bude raději psát.
Ve své tvorbě se nechala ovlivnit díly Samuela Becketta, Pintera, Pottera, Büchnera, Bonda nebo Barkera. V jejích divadelních hrách se však nacházejí i texty vypůjčené z Bible jakož i ze skladeb skupin jako Joy Division, Pixies nebo PJ Harvey.
Jejím prvním dílem byla krátká série třech monologů pod názvem Nemocní (Sick), která byla představena publiku v jedné edinburské hospodě. Po promoci v Bristolu odešla do Birminghamu, kde si, na naléhání své matky, udělala doktorát.

## Dílo
V době doktorandského studia začala psát svojí první divadelní hru – Zpustošení (Blasted). Hra byla poprvé uvedena na závěrečné přehlídce studentských prací, kde ji viděla Mel Kenyon, která byla hrou unesena a rozhodla se autorku osobně kontaktovat. Po vzájemné dohodě se Keynon stala její agentkou. Hra Zpustošení byla uvedena v šedesátimístném Theatre Upstairs v londýnském Royal Court 12. ledna 1995. Naturalistické zobrazení násilí, sexu a vulgární jazyk pobouřily kritiku i mnohé diváky. Hra se stala největším divadelním skandálem od uvedení hry Romans In Britain v roce 1980. Kritika nebyla schopna snést násilí a energii, hru označovali přídomky »krvavá jatka« a »nechutný svátek špíny«.
Hra je i dnes považována za jednu z nejkontroverznějších divadelních her uvedených v britských divadlech za posledních 30 let. Snahou autorky však nebylo šokovat diváky krvavými lázněmi, ale prostřednictvím bezprostředního kontaktu s expresivitou hry prolomit stěnu apatie, kterou si diváci vybudovali k mnoha tématům zobrazeným v médiích (válečné konflikty, rasová nenávist, znásilnění).
Hra Zpustošení vypráví příběh Iana, stárnoucího novináře, a mladé Cate, kteří se spolu ocitnou v hotelovém pokoji. Na pozadí naturalistického děje se autorka věnuje tématům nevyrovnaného vztahu muže a ženy, nacionalizmu a rasismu, médii vyvolané apatie a souvislostem mezi každodenním a neviditelným psychickým násilím a násilím ve vojenských konfliktech.
Po Zpustošených dostala nabídku od divadla Gate v londýnském Notting Hillu nově zpracovat mýtus o Faidře. Hra Faidřina láska (Phaedra’s Love) byla uvedena v autorčině režijním nastudování dne 15. května 1996. Ona sama od podzimu 1996 působila v nové spisovatelské společnosti Pains Plough, která byla založena v Londýně. Zkoumala možnosti psaní dramatických děl i další umělecký růst mladých autorů.
V roku 1997 britská stanice Channel 4 uvedla desetiminutový krátký film Pokožka (Skin) rozebírající problémy rasismu a xenofobie ve Velké Británii, film byl natočen podle jejího scénáře.
Mezitím pokračovala v psaní hry Očištění (Cleansed). Hry Zpustošení a Očistení byly zamýšlené jako první dvě části dramatické trilogie, u které 3. část měla hovořit o nukleární devastaci lidstva. Po dokončení hry se však myšlenky na trilogii vzdala a ubrala sa úplně jiným směrem. Ve své další práci se vzdala naturalistického způsobu psaní a začala experimentovat s formou i obsahem.
Hra Toužím (Crave) byla veřejnosti představena během čtení, která byla zorganizována spisovatelskou společností v Plains Plough pod pseudonymem Marie Kelvedon, ve snaze uniknout ze stínu skandalizované autorky, autorky Zpustošených, a tím ušetřit hru od předsudků kritiky. V hře se objevují čtyři hlasy, které jsou identifikovány jen písmeny A, B, M a C. Jednotlivé hlasy popisují své tužby, vzpomínají na zklamání a prohry z minulosti a zpochybňují svoji budoucnost. Dochází zde k úplnému setření charakterů postav, obrazotvornost hry se přesouvá z roviny fyzické do roviny textové. Kritika po uvedení na edinburském festivalu nešetřila chválou a hra je považována za její nejvyspělejší dílo.

## Poslední léta
Navzdory tomu, že byla svým okolím považována za veselé, milé a příjemné děvče, v době svého života trpěla záchvaty depresí. Počátkem léta 1998 ji zachvátila další vlna depresí, proto se rozhodla svěřit se do odborné péče psychiatrů. Léčba deprese jí poskytla námět na napsání další divadelní hry.
Psychóza 4:48 (4:48 Psychosis) byla napsána na podzim a v zimě v letech 1998–1999. V tomto textu posunula formální prvky použité ve hře Toužim ještě dále. V hře nejsou načrtnuty ani hlasy a z textu není jasný ani počet ani pohlaví vystupujících postav. Text je složen z vnitřních monologů jedné z postav a z úlomků dialogů mezi postavami, které připomínají doktora a pacienta. Autorčin záběr se zúžil na mysl samotnou, na prostor vevnitř sebevražedné psychózy, kterou většina z nás, jak doufá, nikdy nepozná.
Hra byla posmrtně uvedena v Londýně, v červnu roku 2000 v režijním nastudování jejího přítele a spolupracovníka Jamese MacDonalda v Theatre Upstairs v Royal Court.

## Hry
- Zpustošení (1995)
- Faedřina láska (1996)
- Očištění (1998)
- Toužím (1998)
- Psychóza 4:48 (2000)